# شاهرگ (مجموعه تلویزیونی)
شاهرگ مجموعهٔ تلویزیونی، تهیه‌شده در گروه فیلم و مجموعه تلویزیونی شبکه دو سیما، محصول سال ۱۳۹۹ است. این مجموعه به تهیه کنندگی محمدرضا شفیعی، کارگردانی سیدجلال دهقانی اشکذری و به نویسندگی کریم لک زاده و مقداد محمدی نژاد تهیه شده‌است. 
این مجموعه تلویزیونی به روایت داستانی پرچالش از دهه ۱۳۶۰ می‌پردازد. سالار عقیلی خوانندگی تیتراژ این مجموعه تلویزیونی را بر عهده داشته‌است. این مجموعه تلویزیونی آخرین نقش‌آفرینی کامل سیروس گرجستانی در تلویزیون ایران، قبل از درگذشتش بوده‌است.

## خلاصه داستان
پایه اصلی داستان این مجموعه بر بمب‌گذاری‌های سازمان مجاهدین خلق (منافقین) در سال‌های دهه ۶۰ گذاشته شده و همزمان چند خرده داستان هم در میان آن گنجانده شده‌است. در سال‌های نا آرام پس از انقلاب در سال ۶۰، گروه ویژه‌ای برای یک عملیات بزرگ فراخوانده شدند. این گروه مسئولیت بزرگی بر عهده دارند؛ چرا که عقربه‌های چندین بمب در تهران در حال حرکت است.

## بازیگران
- نیما رئیسی
- سید جواد هاشمی
- حسین پاکدل
- مهدی سلوکی
- عباس غزالی
- عطا عمرانی
- سیروس گرجستانی
- فریده سپاه منصور
- امید روحانی
- فرزانه نشاط خواه
- افسانه کمالی
- آزاده زارعی
- سام قریبیان
- حلیمه سعیدی
- سپیده خداوردی
- مسعود فروتن
- شادی کرم رودی
- سوسن مقصودلو
- فریده دریامج
- محسن بهرامی
- مژگان اخلاقی
- مریم موسویان
- ایمان دبیری
- مجتبی بیطرفان
- امیر احمدی سهامیه

## موسیقی متن
| شماره | نام                          | خواننده     | مدت  |
| ----- | ---------------------------- | ----------- | ---- |
| ۱.    | «دلبسته شدم» (تیتراژ پایانی) | سالار عقیلی | ۳:۳۳ |